# Hyperolius horstockii
A Hyperolius horstockii  a kétéltűek (Amphibia) osztályába, a békák (Anura) rendjébe és a mászóbékafélék (Hyperoliidae) családjába tartozó faj.

## Előfordulása
A Dél-afrikai Köztársaság déli részén honos. A természetes élőhelyei, mediterrán típusú bozótos növényzet, folyók, mocsarak, időszakos édesvízi tavak, édesvízi mocsarak és a tavak.

## Külső hivatkozás
- Képek az interneten a nembe tartozó fajokról